# Università statale dell'Oregon
L'Università statale dell'Oregon è un'università statunitense pubblica con sede a Corvallis, in Oregon.

## Storia
L'università fu fondata il 22 agosto 1868 come Corvallis State Agricultural College, nel 1890 cambiò in Oregon Agricultural College sino ad assumere l'attuale denominazione il 6 marzo 1961.

## Sport
I Beavers, fanno parte della NCAA Division I, sono affiliati alla Pacific-12 Conference. La pallacanestro ed il baseball (di cui Oregon State è stata campione NCAA nel 2006 e 2007) sono gli sport principali, le partite interne vengono giocate al Reser Stadium e indoor al Gill Coliseum.

### Pallacanestro
Oregon è stato uno dei college più rappresentativi nella pallacanestro, conta 16 apparizioni nella post-season e sia nel 1949 che nel 1963 ha raggiunto le Final Four.

Dal 1990 i Beavers non riescono a trionfare nella loro conference e a partecipare alla March Madness.